# Vestalis amethystina
Vestalis amethystina är en trollsländeart som beskrevs av Maurits Anne Lieftinck 1965. Vestalis amethystina ingår i släktet Vestalis och familjen jungfrusländor. IUCN kategoriserar arten globalt som livskraftig. Inga underarter finns listade i Catalogue of Life.